# .ngo et .ong
.ngo et .ong sont des noms de domaine génériques du Domain Name System (DNS) utilisés sur Internet, parrainés et gérés par le Public Interest Registry. Le fonctionnement technique du service est assuré par Afilias. Les deux noms de domaine sont des sigles respectivement de l'anglais non-governmental organization et de son équivalent fonctionnant dans les langues romanes, tel que le français « organisation non gouvernementale », reflétant l'usage attendu du domaine. Les nouveaux noms de domaine ont été rendus publics le 6 mai 2015. Au 23 décembre 2020, 3 728 noms de domaine en .ngo et .ong sont enregistrés.
À la différence du domaine générique .org, qui est aussi géré par le Public Interest Registry, .ong et .ngo demandent une confirmation du statut d'organisation non gouvernementale. Les organisations non gouvernementales avaient manifesté au Public Interest Registry qu'elles avaient besoin d'un domaine fermé qui validerait la légitimité des sites web acceptant des dons en ligne pour éviter la fraude.